# Ohthere z Hålogalandu

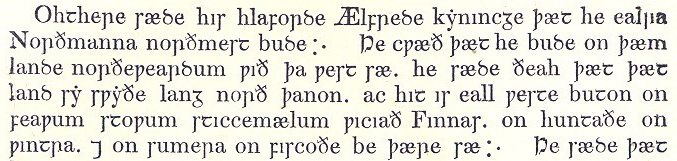
Úvodní řádky Ohtherova vyprávění ve staré angličtině, z vydání Thrope (1900) : "Ohthere řekl svému pánu, králi Alfrédovi, že žil nejseverněji ze všech Normanů."

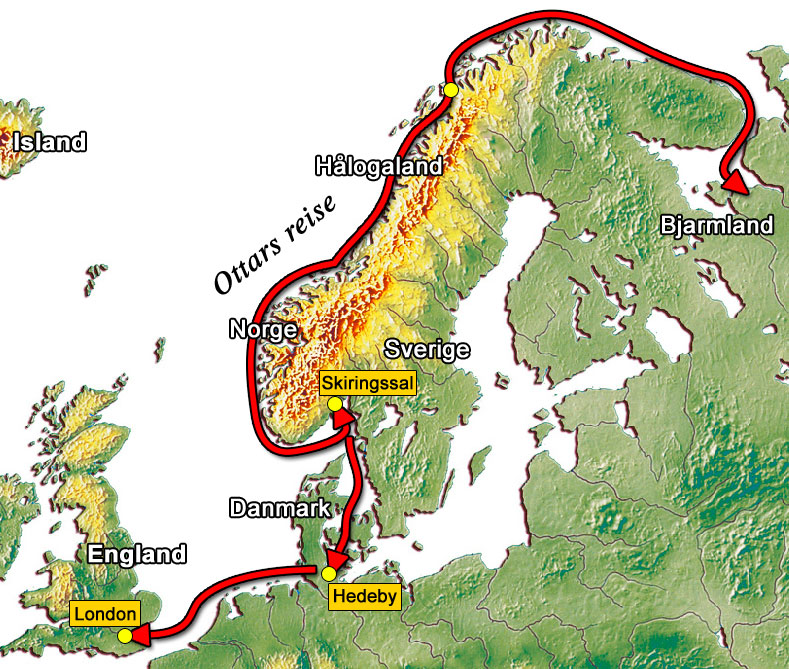
Ottar reise – novodobá mapa s norskými popisky ukazující Otherovy cesty; jeho popis se nezmiňuje o Londýně, ale pouze o průchodu Irskem

Ohthere z Hålogalandu (norsky: Ottar fra Hålogaland) byl vikinský dobrodruh původem z Hålogalandu. Okolo roku 890 odcestoval do Anglie, kde Alfréd Veliký, král Wessexu, nechal sepsat jeho vyprávění v knize The Old English Orosius. Byl prvním Evropanem vůbec, který pravděpodobně kolem roku 890 prozkoumal nejsevernější část Evropy.
Ohthere o sobě řekl, že žil nejseverněji ze všech Normanů. Popsal své cesty na sever k Bílému moři a na jih do Dánska a Anglie. Ve svých vyprávěních se zmínil o Sweolandu a sámském lidu (Laponci). Dále pak o dvou lidech: „Cwenas“, žijícím na území Cwena, a „Beormas“. O lidu Beormas Ohthere řekl, že žije na území okolo Bílého moře a mluví jazykem, který nápadně připomíná řeč Laponců. Území, kde lid Beormas žil, je na mapě vyznačeno pod názvem Bjarmland, kde je podle některých zdrojů lid staré permské kultury.
Ohthereův příběh je nejstarší dochovaný text, kde se poprvé setkáváme s pojmy „Norsko“ (Norðweg) a „Dánsko“ (Denamearc). Převládá názor, že místo kde Ohthere původně žil se nachází na jihu regionu Troms v blízkosti Malangenského fjordu.
Komentovaný překlad Ohtherovy relace se nachází v antologii Jana Čermáka Jako když dvoranou proletí pták, ISBN 978-80-87256-11-4.

## Ohtherova cesta na sever
Asi v roce 890 se Ohthere vydává na dalekou cestu na sever, aby ukojil svou zvědavost, kam na sever až sahá "jeho" země (myslí se Norsko) a zda zde nepanují příhodnější podmínky pro lov mrožů. Ohthere byl ve své době velmi zámožným občanem vikinského Norska, údajně vlastnil až 600 sobů, nějaký další skot, ovce i prasata. Byl považován za velmi úspěšného obchodníka se zvířaty. Cesta na sever údajně trvala pouhých 6 dní, když dorazil na nejsevernější pevninský bod Evropy - Severní mys. Přesto, že doplul nejseverněji, kam žádný jiný člověk do té doby nedorazil, jeho cesta zde neskončila. Unášen celé 4 dny větrem dále na východ a odtud 5 dní až do Bílého moře, doplul k ústí řeky Dviny. Ohtharovi se podařilo obeplout celé Norsko a část Finska, aby doplul až do míst dnešního města Archandělsk. Nepodařilo se mu však prokázat svou myšlenku, že Skandinávie je ostrov, přesto se vrátil zpátky do Norska, kde dožil zbytek života jako legenda.

## Zajímavosti
Ohthere a jeho cesta se objevuje v románu The Lost Dragon of Wessex (1957) od americké spisovatelky Gwendolyn Bowers.
V lednu roku 2009 byl Othere fra Hålogaland zpodobněn Stephen John Mouatem na Up-Helly-Aa (ohňový festival) ve městě Lerwick (Shetlandy, Skotsko) a byla zde převyprávěna částečně smyšlená verze ságy.